# Placide de Bailliencourt
Placide de Bailliencourt (1750-1810) est un homme politique français des XVIIIe et XIXe siècles. Officier municipal de Douai pendant la Révolution française, il émigre avant de retrouver ses droits au tout début du XIXe siècle. 

## Biographie
Placide François Joseph de Bailliencourt, dit Courcol, nait à Béthune le 8 février 1750. Il est le huitième enfant de Jean Baptiste Joseph de Bailliencourt (1714-1764), seigneur de Magnicourt-sur-Canche, lieutenant d'Ambrines et de Marie Madeleine Alexandrine de Ruy (1710-1759). La famille de Bailliencourt dit Courcol est originaire du sud de l'Artois et du Ponthieu. Elle est très anciennement connue dans le Nord de la France. Un membre de la lignée a participé à la bataille de Bouvines, un autre a accompagné le roi Saint Louis (Louis IX). Selon la tradition, le surnom Courcol date du XVe siècle, le duc de Bourgogne, Philippe le Bon aurait félicité Baudouin de Bailliencourt après une bataille livrée à proximité d'Abbeville en lui disant : « Tu es un gentil Courcol », parce qu'il était petit et le cou ramassé. Le nom Bailliencourt serait une déformation de Baillescourt, lieu-dit sur la commune actuelle de Puisieux.
Il est le grand-oncle du général Jérôme de Bailliencourt.
Placide est orphelin de mère à 9 ans et orphelin de père à 14 ans. Il effectue ses études à Arras.
Placide Bailliencourt exécute un stage notarial chez Me Prévost à Arras, qui deviendra plus tard son beau-père ou son beau-frère.
Selon une source, le 15 juillet 1775, il ouvre une étude de notaire (6e office) à Béthune. Puis, la même année, il est homme de fief du Hainaut et admis à exercer l'office de notaire royal des Flandres et d'Artois à Douai; il s'agit du sixième office notarial de la ville.
Il épouse le 30 mai 1775 à Arras, église Sainte-Marie-Madeleine, après contrat de mariage du 26 mai 1775 Marie Ghislaine Gratienne Prévost (1753-1832). Le couple a 7 enfants, dont Jérôme Jean Baptiste Placide (1781-1850), futur président du tribunal de commerce de Valenciennes, et Rodolphe (1791-1857) qui sera adjoint au maire et notaire impérial à Douai.
Placide Bailliencourt meurt à Douai le 30 septembre 1810, à l'âge de 60 ans.  
Une loi de 1825 a mis en place une commission chargée d'examiner les droits des anciens propriétaires ou de leurs ayants droit dont les biens ont été confisqués ou aliénés au moment de la Révolution française. Les enfants de Placide de Bailliencourt, à cette date ils sont cinq, ont saisi cette commission qui tranche en mai 1826 et leur accorde une indemnisation.  

## Carrière politique
Lors du déclenchement de la Révolution française, Placide Bailliencourt se montre favorable aux nouvelles idées, il se fait inscrire dans la garde bourgeoise de la ville de Douai puis est nommé membre de son comité. À ce titre, en novembre 1789, à la suite de la découverte d'une prétendue conspiration visant à attenter à la vie du roi, dénoncée par une demoiselle Mellez, le chevalier de Fredy, maréchal de camp, commandant de la place de Douai, charge Placide Bailliencourt d'enquêter. 
En 1790, il est élu officier municipal de Douai, adjoint au maire, président de la commission des grâces et se distingue en tant que défenseur de l'Université de Douai. Le 2 septembre 1790, le directoire du district de Douai demande à la municipalité de dresser l'inventaire des titres et meubles des institutions dépendant du clergé séculier et régulier. L'Université et les séminaires et collèges qui en dépendent font partie de la demande, l'ensemble étant à tort considéré comme appartenant à l'ordre du clergé, et devant se voir appliquer les mesures anti-cléricales prises par l'Assemblée nationale constituante. Placide Bailliencourt fait une première réponse le 12 septembre 1790 selon laquelle ces établissements n'ont aucun caractère ecclésiastique et sont d'une grande utilité pour le département. Pour la ville de Douai, l'université est essentielle et constitue même sa principale ressource par l'attraction qu'elle exerce. Le directoire du département reprend la question à son tour et revient à la charge 22 octobre 1790. Placide de Bailliencourt se remet à l'ouvrage et travaille plusieurs semaines d'affilée avec le recteur et les professeurs des quatre facultés douaisiennes, des collèges et des séminaires de l'université pour rédiger la réponse. Une de ses filles se souvenait des années plus tard que durant un ou deux mois, un grand nombre de prêtres et d'écrivains travaillaient avec son père et lui fournissaient des renseignements. Placide Bailliencourt dresse le 29 novembre 1790 l'inventaire demandé des collèges et maisons d'éducation de tous types et niveaux destinées à l'enseignement. Un nouvel envoi au département, fait le 11 décembre 1790, pour exposer de nouveau l'utilité de l'Université de Douai, va permettre de prolonger de quelques années son existence, elle ne fermera qu'en 1793. 
Il rédige en outre un mémoire sur l'état de l'instruction publique dans le département. Son travail publié en novembre 1790 va susciter un grand intérêt. Ernest Lavisse rend hommage à l'auteur dans un article publié en 1886. Les détails fournis par Placide de Bailliencourt, entre autres, sur le nombre d'élèves par faculté, sont réutilisés dans un livre consacré en 1892 à la fondation de l'Université de Douai et dans une autre œuvre beaucoup plus récente en 1998. 
En revanche, lors d'une autre enquête lancée en 1792, la ville de Douai ne va pas utiliser le travail de Placide de Bailliencourt, et il en sera de même dans d'autres questionnaires sur la situation scolaire intervenus ultérieurement. 
En 1791, des incidents éclatent dans la ville de Douai, à la suite de l'arrestation d'une personnalité accusée d'accaparer les grains. Le 15 mars 1791, le maire et les officiers municipaux rendus responsables du désordre sont décrétés d'arrestation. Prévenu à temps, Placide Bailliencourt s'enfuit à Tournai avec d'autres membres de la municipalité. Le calme revenu, il revient à Douai et se fait délivrer 14 avril 1792 un passeport régulier lui permettant d'exercer sa charge de notaire tout en demeurant éloigné de la ville et de voyager dans les Pays-Bas autrichiens. Mais fin septembre 1792, il est inscrit sur la liste des émigrés et ses biens saisis. On ne tient pas compte du mémoire en défense qu'il rédige pour expliquer sa présence à l'étranger par la gestion de ses affaires. 
Il demeure à Mons puis gagne Middelbourg après la prise de la ville de Wallonie par les troupes républicaines en 1792. En 1795 il gagne Dortmund en Westphalie où sa famille peut le rejoindre, et enfin Hambourg. 
En 1802, il se risque à revenir à Paris et y rencontre Merlin de Douai, alors procureur général près la Cour de cassation. Merlin de Douai avait fait un stage bénévole dans l'étude de Placide Bailliencourt, avant de devenir, entre autres, avocat du notaire, au Parlement de Flandres. 
À la suite d'une intervention de Merlin de Douai, Placide de Bailliencourt peut se faire radier de la liste des émigrés et peut rentrer à Douai. Mais ses biens ont été dispersés et son étude de notaire est détenue par un nouveau titulaire.  
Merlin de Douai intervient de nouveau pour que Placide puisse ouvrir une nouvelle étude le 10 avril 1803.

## Écrits
- Dénomination et nombre des collèges et maisons d'éducation destinées à l'enseignement, daté du 29 novembre 1790[1].

## Armes-Devise
La famille de Bailliencourt a pour armes : « De gueules à l'émanché de quatre pièces d'argent mouvant de dextre (Landas) au franc-quartier, senestre fascé d'or et d'azur de huit pièces (Habarcq) ».
Devise : « Fut par vertu Courcol Fulmina et Astra ».